# Giorgio Sommer

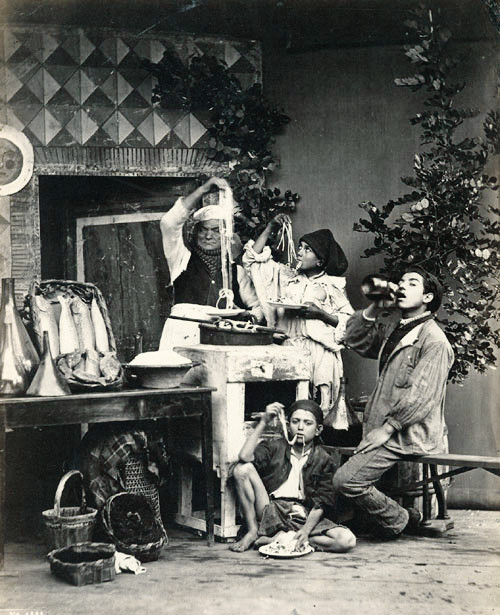
"Els menjadors d'espaguetis". Obra de Sommer.

Giorgio Sommer (Frankfurt del Main, 1834 - Nàpols, 1914) va ser un fotògraf italià d'origen alemany, actiu des del 1856 fins al 1888. Va viatjar per tota Itàlia fent fotografies per a catàlegs i postals. També és conegut com a productor de rèpliques d'obres d'art antigues.Va estudiar econòmiques a Frankfurt, però es va decantar per la fotografia. Es va establir a Itàlia en 1856 i va treballar primer a Roma i més tard a Nàpols.